# 科吉莱斯瓦兰·拉杰
科吉莱斯瓦兰·拉杰 ，(1998年9月21日—)是一名马来西亚足球运动员，司职中场。目前效力K2联赛俱乐部清州，也代表马来西亚国家足球队。

## 荣誉

### 俱乐部
斯里彭亨
- 马来西亚足总杯冠军：2018年

### 国家队
马来西亚U-16
- 東南亞足協U-16青年錦標賽冠军：2013年